# Marie Lindqvist
Marie Lindqvist (født 20. november 1970) er en svensk ballerina. Hun har danset professionelt hos Den Kongelige Svenske Ballet siden 1988. I 1993 blev hun udnævnt som solodanserinde, og i 2004 blev hun endvidere udnævnt som hofdanser. I 2014 gik hun på pension fra rollen som aktiv danser.

## Biografi
Lindqvist modtog undervisning på Det Kongelige Teaters Balletskole og den svenske balletskole, inden hun som 18-årig blev en del af Den Kongelige Svenske Ballet. Hun blev udnævnt som solist i 1991, solodanserinde i 1993 og i 2004 modtog hun den kongelige titel hofdanser.  I 2005 blev hun nomineret til Prix Benois de la Danse, efter sin optræden i David Dawsons The Grey Area . 
Lindqvists repertoire omfatter hovedrollerne i mange af de klassiske balletter, herunder dobbeltrollen Odette/Odile i Swan Lake, Aurora i Tornerose og titelrollerne i Giselle, Askepot og Romeo og Julie. Derudover rummer hendes repertoire nyklassicistiske og nutidige værker, såsom Solveig i John Neumeier 's Per Gynt og Bianca i John Crankos The Taming of the Shrew (på dansk: Trold kan tæmmes). Derudover har hun optrådt som hovedroller i værker koreograferet af George Balanchine, Jiří Kylián, William Forsythe m.fl. 
Lindqvist har optrådt som gæstedanser i hele Europa, samt i Japan, Kina og USA. 

## Afskedsoptræden
Den 28. februar 2014 dansede Marie Lindqvist sin afskedsoptræden på Det Kongelige Teater i Stockholm, i rollen som Tatania i Crankos Onegin. I dag arbejder hun fortsat for Det Kongelige Teater, dog ikke længere som danser, i stedet som træner og répétiteur.

## Priser
Udover hendes udnævnelse til hofdanser i 2004, har Lindqvist modtaget følgende priser: 
- 1990: Kasper-prisen fra Dagens Nyheter
- 1992: Operapris fra Svenska Dagbladet
- 1994: Philip Morris Ballet Flower Award
- 1997: Carina Ari medaljen

## Eksterne links
- Officiel hjemmeside